# Avik e Albertine
Avik e Albertine (Map of the Human Heart) è un film del 1993 diretto da Vincent Ward, interpretato da Jason Scott Lee e Anne Parillaud.
È stato presentato fuori concorso al 45º Festival di Cannes.

## Trama
Il film tratta le vicissitudini dell'eschimese Avik, dei vari incontri avvenuti nella sua vita, dell'amore che ebbe per Albertine, a cui poi dovette rinunciare.

## Riconoscimenti
- Tokyo International Film Festival 1993: premio per il miglior contributo artistico (Vincent Ward)